# Lepyrodon patagonicus
Lepyrodon patagonicus là một loài Rêu trong họ Lepyrodontaceae. Loài này được (Cardot & Broth.) B.H. Allen miêu tả khoa học đầu tiên năm 1999.